# Lidija Pavlović-Grgić
Lidija Pavlović-Grgić (Konjic, 1976.) je bosanskohercegovačka i hrvatska književnica, publicistkinja, novinarka i ilustratorica.

## Životopis
Školovala se u Konjicu (osnovna škola 3. mart), Splitu (Prva jezična gimnazija) i Mostaru (studij hrvatskog jezika na Filozofskom fakultetu Sveučilišta u Mostaru), a trenutačno živi i stvara u Dublinu. Po struci je profesorica hrvatskog jezika, a od 2001. bavi se novinarstvom. 
Poeziju i prozu piše od travnja 1992., a poeziju i prozu za djecu i odrasle, prikaze, kritike i recenzije objavljuje od 2007. Pjesme i kratke priče prevođene su joj i objavljene u 20-ak zemalja na: njemačkom, engleskom, talijanskom, armenskom, slovenskom, albanskom, danskom, švedskom, litavskom i makedonskom jeziku.
Objavila je poeziju, prozu i kritike u domaćim i inozemnim časopisima za književnost i kulturu: Susreti, Cvitak, Riječ, Osvit, Motrišta, Život, Gekharm, Muzgu, Metai, Diwan, Suvremena pitanja, Marulić, Tok, Sovremenost, Bosna Franciscana, Dubrovnik, Republika poezije, Korijeni, Napretkov Hrvatski godišnjak, Poeta, Mostariensia, Balkanski književni glasnik, Diogen, Nova Istra, Avlija, Književno pero, Lacuna mag, Locutio, Hrvatsko slovo, POV,  Lyrikvännen, Orbit Soul, Quest, Planet Poezija, Magasinet Europa ... Zastupljena je u zbornicima i antologijama u zemlji i inozemstvu.
Ilustrirala je pet knjiga i jednu slikovnicu. 
Članica je Društva pisaca Bosne i Hercegovine, Društva hrvatskih književnika Herceg Bosne, Udruženja pjesnika Planet poezija i Književnog kluba Mostar.

## Književna djela
- 2020. knjiga priča za djecu Najjača riječ, IK Planjax, Tešanj[10]
- 2020. knjiga priča za djecu na engleskom jeziku[11] The Richest Child Around,[12] Style Writes Now, Sarajevo[13]
- 2019. knjiga bajki Gdje živi bajka?, IK Planjax, Tešanj[14]
- 2019. slikovnica Tamo gdje ima bezbroj čuda, Papinska misijska djela BiH i Papinska misijska djela RH, Sarajevo / Zagreb[15]
- 2015. višejezična zbirka poezije Leteći ljudi (hrvatski, njemački, engleski, talijanski, slovenski, albanski), Klepsidra, Kreševo[16]
- 2015. dvojezična (engleski / talijanski) zbirka pjesama Pluralità semantiche – Semantic pluralites, Edizioni Universum, Italija (koautorica)[17]
- 2014. ebook Wilhelm (kratka proza prevedena na engleski), Stiles Writes Now, Sarajevo[18]
- 2013. zbirka pjesama Dotaknuti stihom, Kultura snova, Zagreb (koautorica)
- 2011. zbirka priča Kišne kapi u piščevoj luli, Fondacija Fra Grgo Martić, Kreševo[19]
- 2008. dvojezična (hrvatski / njemački) zbirka pjesama Let u TROstihu, Društvo hrvatskih književnika Herceg Bosne, Mostar (koautorica)[20]

## Književne nagrade
- 2020. Brončano Planjaxovo pero, treća nagrada za najbolju priču za djecu na natječaju IK Planjax[21]
- 2017. književna nagrada Stazama djetinjstva za najbolju priču za djecu na 24. Književnim susretima Stazama djetinjstva (Bosna i Hercegovina)[22]
- 2015. književna nagrada Ambasadorica mira u svijetu (Italija)  Arhivirana inačica izvorne stranice od 29. siječnja 2020. (Wayback Machine)
- 2015. Zlatno Planjaxovo pero, prva nagrada za najbolju priču za djecu u 2014. na natječaju IK Planjax (Bosna i Hercegovina)[23]
- 2013. međunarodna književna nagrada Naji Naaman za izbor prevedene poezije Neki čovjek govori o bijegu (Libanon)[24]
- 2011. književna nagrada Fra Grgo Martić za prozni prvijenac Kišne kapi u piščevoj luli (Bosna i Hercegovina)[25]